# Estación de Tours
La estación de Tours, es la principal estación ferroviaria de la ciudad francesa de Tours.   Por ella circulan tanto trenes de alta velocidad, como de media distancia y regionales. Está situada en un importante nudo ferroviario. La estación actual que data de finales del siglo XIX fue realizada por el arquitecto francés Victor Laloux y está catalogada como monumento histórico desde el 28 de diciembre de 1984.
En 2008, fue utilizada por cerca de 4 millones de pasajeros.

## Historia
Fue inaugurada en 1846 dentro de la prolongación de la línea París-Orleans hacia Tours que luego se convertiría en la clásica línea París-Burdeos. El primer edificio para viajeros fue realizado por Phidias Vestier. En 1895 fue derribado, reconstruido por Victor Laloux y reinaugurado en 1898. En un primer momento, fue gestionada por la Compagnie du chemin de fer de Paris à Orléans hasta que en 1938 las seis grandes compañías privadas que operaban la red se fusionaron en la empresa estatal SNCF. 
Desde 1997 la gestión de las vías corresponde a la RFF mientras que la SNCF gestiona la estación.

## Situación ferroviaria
A pesar de que se suele situar la estación como parte de la línea París-Burdeos, la estación no se encuentra propiamente dicho en ella. Sí que forma parte de los siguientes trazados:
- Línea férrea Tours - Saint-Nazaire. Eje este-oeste que permite enlazar París con la costa atlántica vía Tours y Nantes.
- Línea férrea Tours - Le Mans. Corto trazado sur-norte, permite llegar a Le Mans, desde París, vía Tours.
- Línea férrea Tours - Les Sables-d'Olonne. Esta línea de 246 km, tiene una importancia muy variable en función de sus tramos, ya que mientras algunos son recorridos por trenes de alta velocidad, otros han sido cerrados o se limitan al tráfico de mercancías. El uso principal es regional.
- Línea Tours -  Saint-Pierre-des-Corps. Pequeña línea que une Tours con la estación de Saint-Pierre-des-Corps y con ello con la línea París-Burdeos en dirección París.
- Línea Tours - Monts. Pequeña línea que une Tours con la estación de Monts y con ello con la línea París-Burdeos en dirección Burdeos.

## Descripción

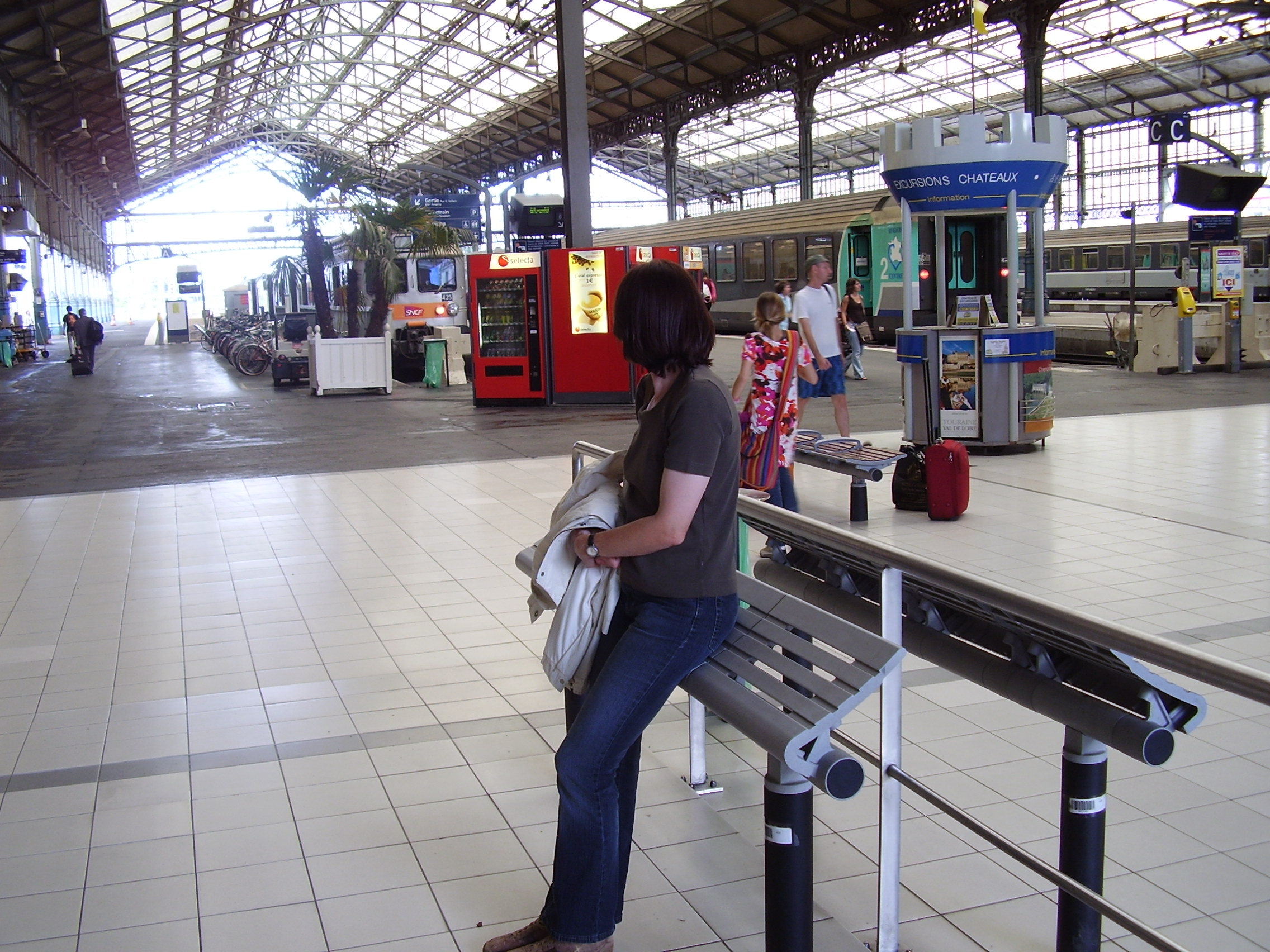
El interior de la estación.

La estación monumental de Tours, obra de Victor Laloux fue construida en 1898. Integra en una misma estructura las vías que están cubiertas por dos marquesinas y el edificio para viajeros. Para su construcción se han empleado materiales como la piedra (para la fachada principal), el hierro (para la estructura), el hierro fundido (para la columnas interiores) y el vidrio (también para la fachada principal). En la amplia decoración de la estación destacan cuatro estatuas de piedra situadas sobre otras tantas columnas monumentales frente a la fachada principal que representan alegorías de las ciudades de Burdeos, Toulouse, Limoges y Nantes, obras de Jean-Antoine Injalbert las dos primeras y de Jean-Baptiste Hugues, las dos últimas. 
La estación sufrió una renovación parcial en 2006 que afectó a la fachada y al interior. La decoración se complementó añadiendo hojas doradas siguiendo el proyecto original de Laloux.
La llegada del tranvía, prevista para 2013, supondrá nuevas obras en la estación.

## Servicios ferroviarios

### Alta Velocidad
El hecho de que los trenes de grandes líneas prefieran la cercana estación de Saint-Pierre-des-Corps hacen que a la estación terminal de Tours sólo llegue una línea de TGV: 
- Línea París ↔ Tours.

### Media Distancia
Los trenes Intercités enlazan las siguientes ciudades:
- Línea Caen / Le Mans ↔ Tours. Intercités.
- Línea Tours ↔ Lyon. Intercités.
- Línea París ↔ Tours. Intercités.

### Regionales
Son muchos los trenes regionales que circulan por estación:
- Línea Tours ↔ Orleans / Blois.
- Línea Tours ↔ Port-de-Piles / Poitiers / La Rochelle.
- Línea Tours ↔ Le Mans.
- Línea Tours ↔ Nevers / Bourges / Vierzon.
- Línea Tours ↔ Bléré - La Croix / Saint-Aignan - Noyers.
- Línea Tours ↔ Chinon.
- Línea Tours ↔ Loches.
- Línea Tours ↔ Saumur / Angers / Nantes.
- Línea Tours ↔ Vendôme / Châteaudun / París.

## Correspondencias
Hasta nueve líneas de bus urbano denominado Fil Bleu acceden a la estación. 